# Gosses de Tokyo
Pour plus de détails, voir Fiche technique et Distribution.
Gosses de Tokyo (大人の見る絵本 生れてはみたけれど, Otona no miru ehon: Umarete wa mita keredo) est un film muet en noir et blanc japonais réalisé par Yasujirō Ozu en 1932.

## Synopsis
Une famille et leurs deux jeunes garçons, Keiji et Ryoichi, s'installent dans la banlieue de Tokyo. Les enfants, victimes de brimades de la part de la bande de gosses du quartier, font l'école buissonnière. Le père, mis au courant par l'instituteur, les force à retourner en classe afin qu'ils deviennent « des gens importants ». Les enfants, grâce à l'aide d'un garçon plus âgé, parviennent à se faire accepter et à remplacer l'ancien chef de la bande. Toutefois, ils se rendent compte que leur père, simple employé de bureau, fait quotidiennement des courbettes à son patron, quitte à se rendre ridicule. Il s'ensuit une dispute familiale orageuse. Les garçons ne comprennent pas les explications de leurs parents et décident de se rebeller en arrêtant de manger, « car si devenir quelqu'un d'important dans la société, comme le prêche le père, revient à faire des courbettes devant son chef, alors à quoi bon ? ».

## Fiche technique
- Titre : Gosses de Tokyo
- Titre original : 大人の見る絵本 生れてはみたけれど (Otona no miru ehon: Umarete wa mita keredo?)
- Réalisation : Yasujirō Ozu
- Scénario : Akira Fushimi
- Photographie et montage : Hideo Shigehara
- Société de production : Shōchiku
- Pays d'origine :  Empire du Japon
- Format : noir et blanc - 1,37:1 - Film muet - intertitre - Format 35 mm
- Genre : comédie dramatique
- Durée : 91 minutes
- Date de sortie :
  - Empire du Japon : 3 juin 1932[2]

## Distribution
- Tatsuo Saitō : Kennosuke Yoshi (le père)
- Mitsuko Yoshikawa : Eiko Yoshii (la mère)
- Tomio Aoki : Keiji Yoshii (le fils cadet)
- Hideo Sugawara : Ryoichi Yoshii (le fils aîné)
- Takeshi Sakamoto : Iwasaki (le patron)
- Teruyo Hayami : la femme d'Iwasaki